# تاتیانا چوائوا
تاتیانا چوائوا (انگلیسی: Tatiana Chuvaeva؛ زادهٔ ۱۴ آوریل ۱۹۸۳) اسکیت‌باز نمایشی اهل اوکراین است. وی همچنین از اسکیت‌بازان نمایشی در بازی‌های المپیک زمستانی ۲۰۰۲ بوده‌است.